# گل‌سپاس سرماپسند
گل‌سپاس سرماپسند، با نام علمی (.Gentiana gelida M.B)  نام یک گونه از سرده گل‌سپاسی است. این گونه در ایران وجود دارد.